# Slovakia Ring
O Slovakia Ring é um autódromo localizado em Orechová Potôň, na Eslováquia, o circuito foi inaugurado em 2009, sendo o principal do país, recebe provas da WTCC, Blancpain GT World Challenge Europe, FIM Endurance World Championship, entre outras.